# Anser Island
Anser Island ist eine unbewohnte Insel im australischen Bundesstaat Victoria. Sie ist 2,1 Kilometer vom australischen Festland beim Southwest Point entfernt, einer Landspitze des Wilsons Promontory. Ebenso liegt sie gut 3,8 km westlich des South Point (Australien), des südlichsten Punktes des australischen Festlands.
Die Insel ist 1,7 Kilometer lang, 860 Meter breit und 152 Meter hoch. Benachbarte Inseln sind  2,4 km südwestlich Cleft Island, 2,3 km östlich Wattle Island und 1,1 km südwestlich Kanowna Island.